# 청학집
《청학집(靑鶴集)》은 조선 선조~인조 때의 선비이자 도사였던 조여적(趙汝籍)이 1648년(조선 인조 26년)에 찬한 책이다. 일명 《운학집(雲鶴集)》이라 한다.
자신이 만나서 선술(仙術)을 배운 운학 선생의 사적을 기록하는 형식으로 한국 도교의 연원과 역사를 기술하였다. 이 책의 특징은 한국 도교의 연원을 단군신화(檀君神話)에 두고 단군신화를 다시 중국 고대의 선인(仙人)에게 연결시킨 점과, 최치원을 신선시하여 해동 도교의 비조로 한 점이다.
단군의 네 아들이 고조선의 도읍지를 평양성에서 당장경으로 천도한 설화가 실려 있다.

## 같이 보기
- 당장경 천도

## 참고 문헌
- 이 문서에는 다음커뮤니케이션(현 카카오)에서 GFDL 또는 CC-SA 라이선스로 배포한 글로벌 세계대백과사전의 내용을 기초로 작성된 글이 포함되어 있습니다.